# بروك وايت
بروك وايت (بالإنجليزية: Brooke White)‏ هي مغنية مؤلفة وعازفة قيثارة وملحنة ومغنية وموسيقية وعازفة بيانو وممثلة أمريكية، ولدت في 2 يونيو 1983 في فينيكس في الولايات المتحدة.

## وصلات خارجية
- الموقع الرسمي
- بروك وايت على موقع IMDb (الإنجليزية)
- بروك وايت على موقع ميوزك برينز (الإنجليزية)
- بروك وايت على موقع ديسكوغز (الإنجليزية)
- بروك وايت على موقع قاعدة بيانات الفيلم (الإنجليزية)